# Georg Weidner
Georg Weidner (* 14. Januar 1914 in Groß-Zimmern; † 6. März 1983 in Graz) war ein deutscher und später österreichischer Ringer.

## Leben
Georg Weidner wuchs in Groß-Zimmern auf und schloss sich dem dortigen Ringerverein an. Auf regionaler Ebene gelangen ihm bald erste Erfolge. Die deutsche Spitzenklasse erreichte er mit 22 Jahren, als er 1936 in Mannheim 3. der deutschen Meisterschaft im Federgewicht, griech.-röm. Stil, hinter Eduard Sperling, Dortmund und Sebastian Hering, Neuaubing, wurde. Deutscher Meister wurde er dann, inzwischen für den KV 1895 Stuttgart startend, 1938 in Breslau im Leichtgewicht, Freistil, vor Hering. 1940 wurde er 3. deutscher Meister, griech.-röm. Stil im Leichtgewicht und 1940, 2. deutscher Meister im Leichtgewicht, Freistil, jeweils hinter Heinrich Nettesheim, Köln.
1942 kam Weidner kriegsbedingt in die sogenannte Ostmark (Österreich), wurde in Salzburg ansässig und startete 1948 als Österreicher bei den Olympischen Spielen in London. Er belegte dort einen guten 4. Platz im griech.-röm. Stil, Federgewicht, mit Siegen über Safi Taha, Libanon, Raymond Straßer, Luxemburg und Niederlagen gegen Mehmet Oktav, Türkei und Olle Anderberg, Schweden, die später Silber und Gold gewannen.
1950 wurde Weidner in der Staffel des AC Bad Reichenhall deutscher Mannschaftsmeister.